# Andreas Zuber (piloto)
Andreas Zuber (Judenburg, 9 de outubro de 1983) é um automobilista. Em 2006, Zuber ingressa na GP2 Series pela Trident Racing team, conquistando uma vitória para a equipe em Istanbul e em 2007 foi contratado pela iSport. Para 2008 foi contratado pela equipa Piquet Sports

## World Series by Renault
| Temporada | Séries                  | Equipe            | Corridas | Poles | Vitórias | Pódiums | Posição |
| 2005      | World Series by Renault | Carlin Motorsport | 17       | 1     | 1        | 4       | 6º      |

## GP2 Series
| Temporada | Equipe                 | No. | Corridas | Poles | Vitórias | Pontos | Posição |
| 2006      | Trident Racing         | 27  | 21       | 0     | 1        | 12     | 14°     |
| 2007      | iSport International   | 06  | 19       | 1     | 1        | 30     | 9°      |
| 2008      | Piquet Sports          | 22  | 20       | 0     | 0        | 32     | 9°      |
| 2009      | Fisichella Motor Sport |     |          |       |          |        |         |

*Temporada em progresso.